# Leptostomias macronema
Leptostomias macronema is een straalvinnige vissensoort uit de familie van Stomiidae. De wetenschappelijke naam van de soort is voor het eerst geldig gepubliceerd in 1905 door Gilbert.